# Weizenglasmuseum Nürnberg
Das Weizenglasmuseum im Nürnberger Ortsteil Laufamholz ist ein privat von Walter Geißler (1955–2025) betriebenes Museum. Anliegen ist, alte Weißbiergläser auch von stillgelegten Brauereien den nachfolgenden Generationen zu erhalten.
Die Sammlung umfasst etwa 4500 Weizenbiergläser von ungefähr 1300 Brauereien aus aller Welt mit regionalem Schwerpunkt auf Süddeutschland. Zusätzlich zu der Gläsersammlung können Bierdeckel, Flaschen, Etiketten und Schilder – teilweise mit einem Schutzüberzug aus Email – mit Themenbezug zum Weißbier besichtigt werden. Utensilien und Gegenstände im Zusammenhang mit der Glasherstellung und dem Braugeschehen, wie beispielsweise ein 50-Liter-Zweigerätesudwerk, runden die Sammlung ab.
An das Museum schließt sich eine kleine Weißbierbrauerei an, in der eigene Weißbiersorten gebraut werden.
Für seine Sammlung hat das Museum 1986 einen Eintrag ins Guinness-Buch der Rekorde unter der Rubrik Sammlungen erhalten.